# نفل البرسيم
نفل البرسيم   أو البِرْسيم  أو النفل الإسكندراني (باللاتينية: Trifolium alexandrinum) نوع نباتي من جنس النفل من الفصيلة البقولية.

## البيئة والانتشار

موطنه الأصلي بلاد الشام ومنها انتشر إلى مصر ومناطق أخرى في حوض البحر الأبيض المتوسط والقوقاز.